# الضغوط الأوروبية على الإمبراطورية العثمانية
في الفترة الممتدة من 1810م إلى 1878م شنت روسيا القيصرية عدة حروب من أبرزها حرب القرم على الإمبراطورية العثمانية انتهت بانهزام الطرف الأخير، ونتج عن ذلك عقد عدة معاهدات، كمعاهدة “أدرنة بوخارست” من خلالها قدمت الدولة العثمانية تنازلات كبيرة، منها:
حرية مرور السفن الروسية في البحر الأسود والبحر الأبيض.
استيلاء روسيا على منطقة “بيسارابيا”.
منح الاستقلال لكل من بلغاريا ورومانيا وصربيا والجبل الأسود.
في نفس الفترة احتلت النمسا بلاد البوسنة والهرسك، واحتلت إنجلترا جزيرة قبرص، وحصلت اليونان على استقلالها، وأصبحت انجلترا وروسيا وألمانيا والنمسا تتدخل في الشؤون الداخلية للإمبراطورية العثمانية.
في نفس الفتر ألغت الدولة العثمانية احتكارها للمبادلات الخارجية (نظام الاحتكار)/ وخفضت الرسوم الجمركية على الواردات والصادرات، وبالتالي أصبح الأوربيون يهيمنون على عمليات التصدير والاستيراد، وقد عانت الدولة العثمانية من عجز الميزان التجاري فانعكس ذلك على ميزانية الدولة مما فرض اللجوء إلى الاقتراض الخارجي الذي نتج عنه تراكم الديون.

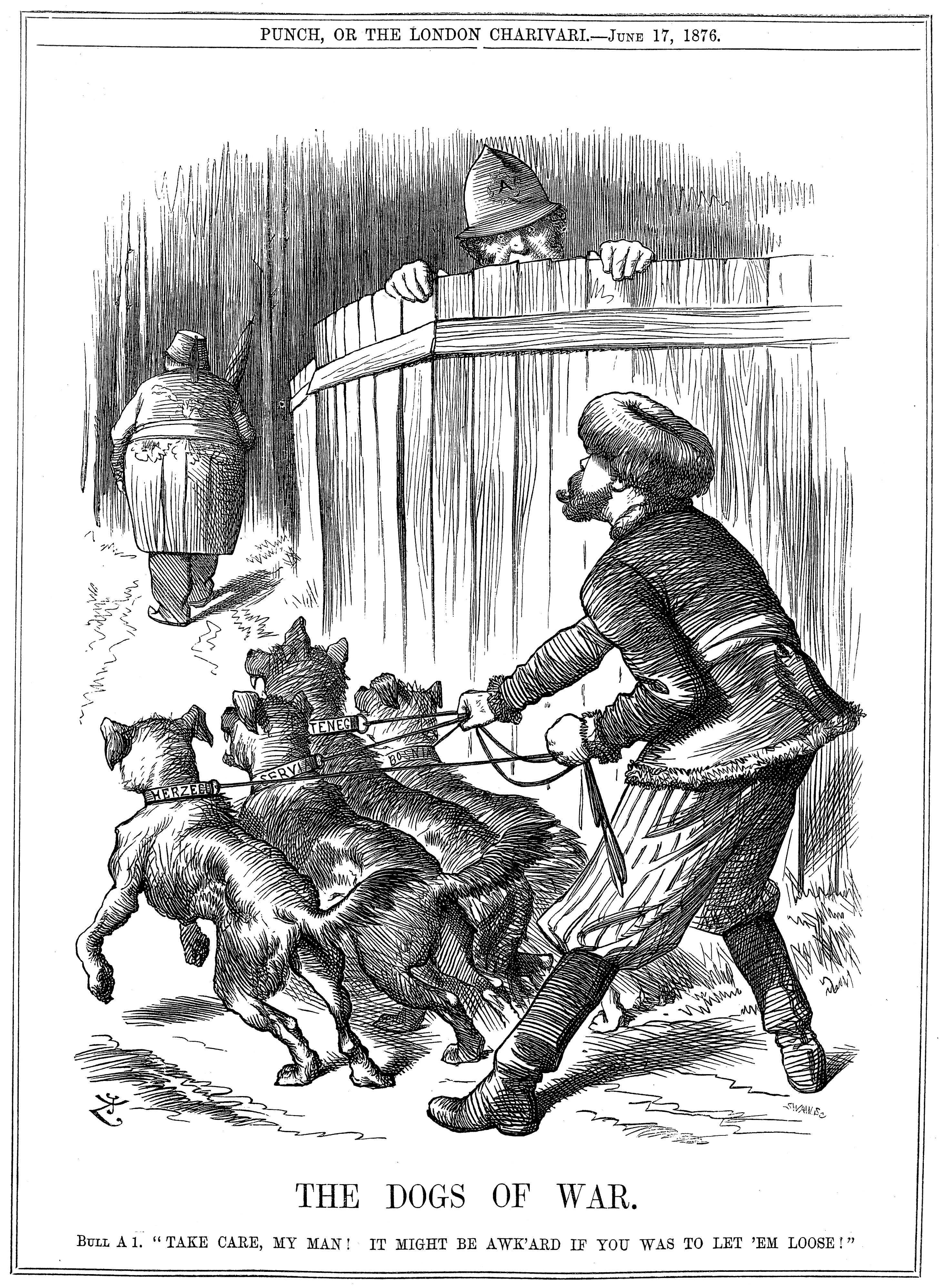
رسم هزلي من مجلة اللكمة البريطانية يعود لتاريخ 17 يونيو سنة 1876، يصوّر الإمبراطورية الروسية بهيئة رجل، على وشك أن تُطلق «كلاب الحرب» البلقانية على الدولة العثمانية، بينما بريطانيا، ممثلة بهيئة شرطي، تحذرها من مغبة عملها. أعلنت الصرب والجبل الأسود الحرب على الدولة العثمانية في اليوم التالي لنشر هذا العدد من المجلة.

## ضغوط العسكرية

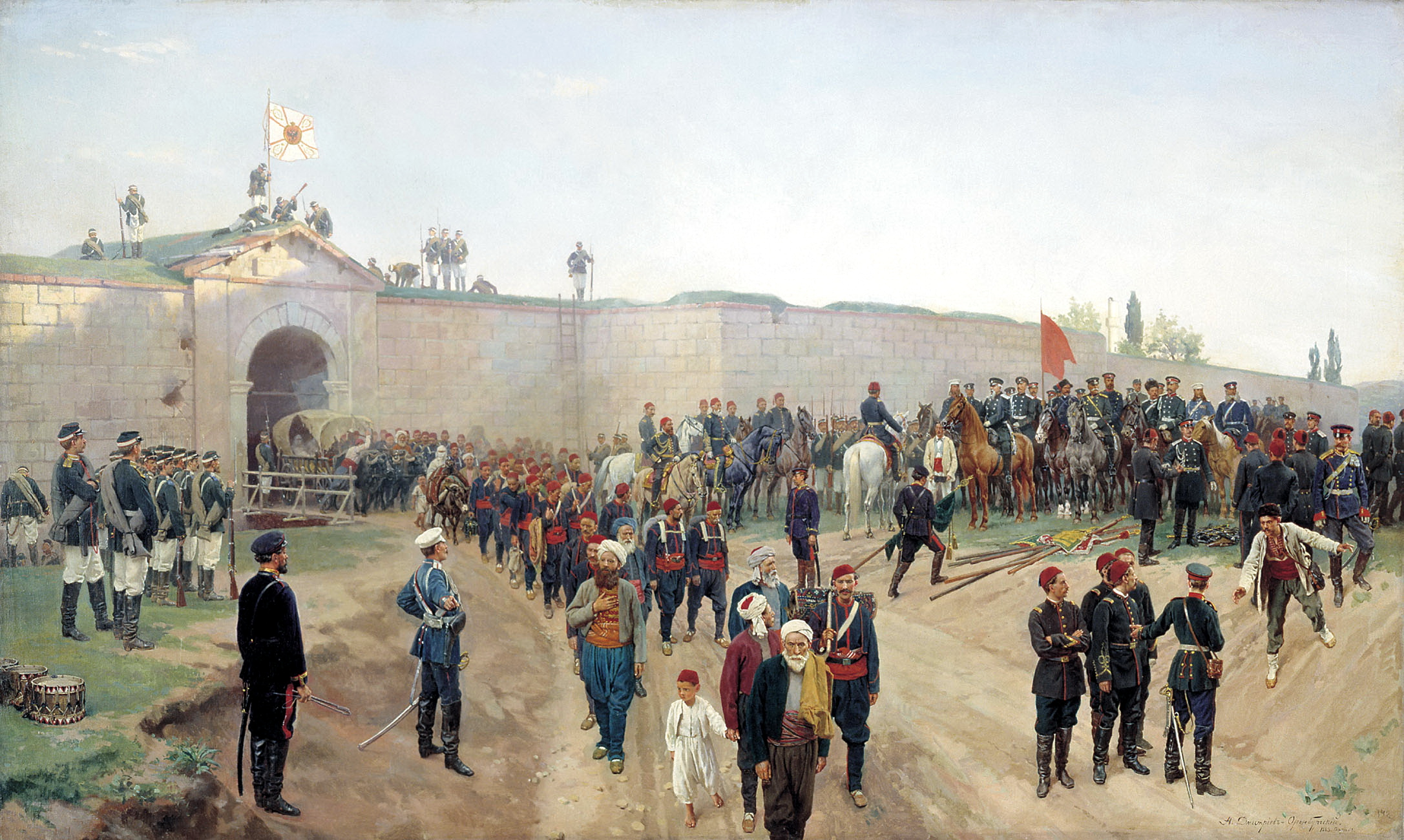
استسلام العثمانيين في نيكوبول، 1883

في سنة 1810م سطت عساكر الروس على الافلاق والبغدان وقلعة إسماعيل وجملة من جهات أخرى.وتمت معاهدة بكرة في ماي 1812م في بوخارست، التي من أحكامها أن تترك الدولة العثمانية إلى الروس سواحل نهر الدانوب ومقاطعة بيسارابيا. وفي سنة 1829م جهزت روسية جيشا كثيفا، وزحفت به على الدولة العثمانية فستولت على أكثرها حتى وصلت إلى إلى أدرنة، عندئذ عقدة معاهدة أدرنة التي من مقتضياتها أن لا يقيم الإسلام في بلاد الالإلاق وبغدان وأن لسفن الروس المرور بالبحر الأسود والأبيض.
اجتازت الجيوش الروسية نهر الدانوب، ووصلت إلى مدينة أدرنة واحتلت ها عنوة. وعند ذلك لم يبق أمامها عائق يوقفها عن التقدم إلى مدينة اسطنبول إلا عدم رغبة الدول الأوربية في سقوطها في أيدي الروسيا واتفاقها ضمنا على إضعاف الدولة العثمانية إلى حد لا يمكنها معه التقدم والارتقاء مع بقائها عقبة في سبيل روسيا وحاجزا بينها وبين البحر الأبيض المتوسط. ولذلك لما رأت أن الروس قد اقتربوا منها وصاروا على طريقها وسيصلون إليها لا محالة لو لم يتدخلوا بشدة، تخابرت مع الدولتين المتحاربتين فاوقفت الروسيا جيوشها ودارت المخابرات بينهما بتوسط مملكة بروسيا حتى تم الصلح وامضيت معاهدة بمدينة أدرنة في 14 سبتمبر 1829م، وأن لم تأخذ روسيا شيئا يذكر من أملاك الدولة العثمانية بمقتضى هذه المعاهدة إلا أن ما وضعته فيها من شروط كانت تقصد بها إضعاف الدولة العثمانية بكيفية لا يمكنها معها تجديد عمارتها البحرية التي دمرت في واقعة ناورين، وهي ملتزمة بدفع الغرامة الحربية الفادحة بالنسبة لماليتها، والجيوش الأجنبية محتلة جزءا عظيماً من بلادها وفصلت عنها اليونان تماما والافلاق والبغدان والصرب تقريباً وما بقي لها اثقلت كاهله الضرائب اللازمة للحرب الداخلية والخارجية.

## ضغوط السياسية
اتحدت إنجلترا وفرنسا وساردينيا مع دولة العثمانية، وأرسلت مراكبها تحمل المدافع والجنود، فدمرت سائر شطوط الروسية البحرية، وأوقفت الروس عند حدودهم.وعقيب ذلك عقدت معاهدة باريس في 30 مارس 1856م وتم بموجبها الصلح.
تعتبر معاهدة مواتية للسلطان ظاهريًا إلا أنه ما أن يهتم المرء قليلا بفك رموز اللغة دبلوماسية حتى تنكشف بجلاء رغبة الدول في التدخل في شؤون الإمبراطورية العثمانية، وينطبق ذلك على المادة 7..."إن الأطراف المتعاقدة...تتعهد...باحترام وحدة أراضي الإمبراطورية العثمانية... وتعتبر بناء على ذلك أي إجراء أو حدث من شأنه أن يشكل تهديدا لها مسألة تهم أوروبا".وهذه طريقة للقول بأن الدول الأوروبية تحتفظ لنفسها بحق التحرك في جميع الظروف التي يبدو لها أنها تحتم تدخلا. أما المواد 10 إلى 14 والتي تؤكد الإتفاق بشأن المضايق وتحظر على الاساطيل البحرية بما في ذلك أساطيل الدولة المطلة على البحر الأسود الملاحة في البحر فهي تضع بالمثل قيدا عربيا على السيادة العثمانية وإلى النتيجة نفسها تؤدي المواد 15 إلى 19 والتي تنص على تدويل الدانوب ومصباته تحت إشراف لجنة تعيينها الدول، في الاتجاه نفسه تنص المادتين 28 و 29 على أن"امارة صربيا سوف تظل منتسبة إلى الباب العالي، لكن حقوقها وحصانانها صوف توضع من الآن فصاعدا تحت الضمان الجماعي من جانب الدول المتعاقدة"...وفي باريس كان مطمع الدول هو إيجاد حل نهائي للمسألة الشرقية، لكن هذا الحل النهائي سوف يكون مؤقتا"ً.

## ضغوط الاقتصادية
بعض المعاهدات التجارية مع الإمبراطورية العثمانية (1809-1890).
| 1809م                          | تأدية التجار الذين يريدون تصدير البضائع دون وسيط رسوم داخلية مساواة بالتجار العثمانيين. |
| 16 غشت 1838م مع إنجلترا وفرنسا | إلغاء نظام الاحتكار وأوامر حظر التصدير، وإبطال مبدأ الحصول على التراخيص، والموافقة على تحصيل رسم 9 في المائة عن تصدير و 2 في المائة عن الاستيراد بدلا من الرسوم الداخلية التي كان معمولا بها. |
| قلنجية 1861م                   | إلغاء الاحتكار وأوامر حظر التصدير ومساواة التجار الأجانب بالتجار المحليين وتخفي ضريبة الرسوم الجمركية بالتدريج ب8 في المائة في السنة الأولى و1 في المائة في السنة الثامنة.                    |
| مع ألمانيا 1890م               | التأكيد على حظر إدخال الملح والتبغ والأدوات الحربية، ووضع الكبريت الكيماوي والسجائر والنفط ضمن نظام الاحتكار.                                                                                 |

كان العثمانيون يدركون جيداً أهمية التجارة الخارجية في دعم الوضع الاقتصادي للبلاد، ومع ذلك لم يروا بأسا في تسليمها الأيدي التجار الأجانب أكثر من رعاياهم من التجار العثمانيين، بل أنهم رأوا تشجيع الأجانب على ممارسة التجارة في الأراضي العثمانية بالحقوق التي اعترفوا بها لهم من خلال المعاهدات. ولم يكن هناك بأس في حصولهم على تلك الحقوق في زمن القوة، فلما ضعفت الدولة مع مرور الزمن أصبحت عاملا في زعزعة الاستقلال الاقتصادي فيها، أضف إلى ذلك أن الجمارك الخارجية كانت مرتفعة في أوروبا، ولاسيما في القرن التاسع عشر، ويجري تطبيق سياسة الحائط الجمركي فيها، بينما استمرت معدلاتها منخفضة جداً عند العثمانيين، وهذا ما أدى إلى ضياع الكثير من الموارد على الخزانة الدولة من ناحية، وإلى إضعاف الصناعة المحلية ووضعها في حالة لا تستطيع معها القدرة على المنافسة الصناعة الأوربية المستمرة في التطور من ناحية أخرى، ولم تكن جهود العثمانيين ومحاولاتهم الإنهاض صناعتهم تبلغ القدر المطلوب أو تصل إلى النتيجة المرجوة.

## ضغوط المالية

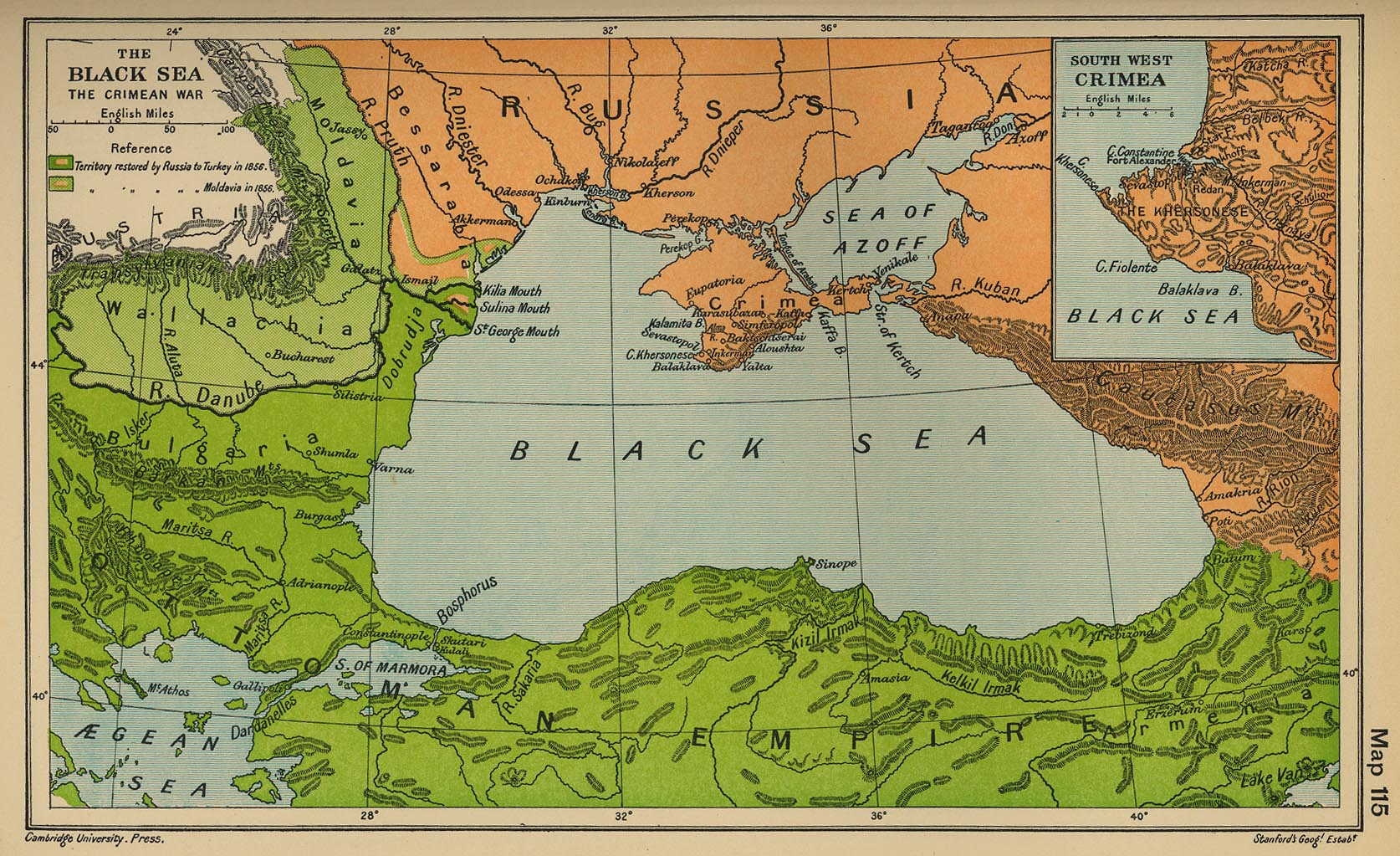
صورة تبين المنطقة المتأثرة بالمؤتمر باريس بلون الأخضر

مع الاضطرابات الداخلية التي وقعت في نصف الأول من القرن 19م والنفقات العسكرية التي جاءت بها الحروب الروسية زادت من حدة الأعباء على عاتق الدولة، وجاءت حرب القرم ليصل عجز الميزانية إلى مداه. وبمقتضى معاهدة التحالف التي تمت في باريس 1854م تعهد السلطان العثماني بإجراء عدد من النظم الجديدة مثل إلغاء ضريبة الجزية، فكان ذلك سببا في تعاطف الصرافين الأوروبيين تجاه العثمانيين في موضوع القروض. وبعد حرب القرم تعاقب عمليات الاقتراض وكان قسم منها يستخدم لسداد القروض التي جرت قبل ذلك وكانت الاضطرابات التي وقعت في منطقة البلقان وجزيرة كريت قد زادت من الأزمة المالية، حتى عام 1875م الدي فقدت فيه الإمبراطورية العثمانية تماماً قدرتها على سداد.
عقب حرب القرم، حين فرنسا وبريطانيا لمساعدتها ضد روسيا، اضطرت الإمبراطورية العثمانية إلى فسح المجال حرا أمام مشاريع الدول التجارية والثقافية، وعن طريق القروض التي كانت تمنحها أوروبا أصبحت تحت الوصاية، أنشئ صندوق رقابة الديون العثمانية سنة 1881م ووضع موارد الدولة العثمانية وولاياتها تحت إدارة موظفين أوربيين لضمان الوفاء بالديون، وأصبحت موارد الإمبراطوريَّة تدفع لهذا الصندوق الدولي الذي كانت أمواله توزع فيما بعد من قبل موظفين دوليين.
وبعد أن نزعت يد الإمبراطورية من إدارة أموالها بالذات، اضطرات إلى تسليم امتيازات المرافئ، والسكك الحديدية للرساميل البريطانية وللصناعات الفرنسية والألمانية.

## وصلات خارجية
- رايات العثمانيين على موقع وزارة الثقافة والسياحة التركية.
- قصة الخلافة العثمانية: (699هـ/1300م – 1342هـ/1924م)، موقع قصة الإسلام.
- الدولة العثمانية من قاموس أوكسفورد حول الإسلام.
- فلسطين أبّان الحكم العثماني فلسطين العثمانية.